# Argo Navis

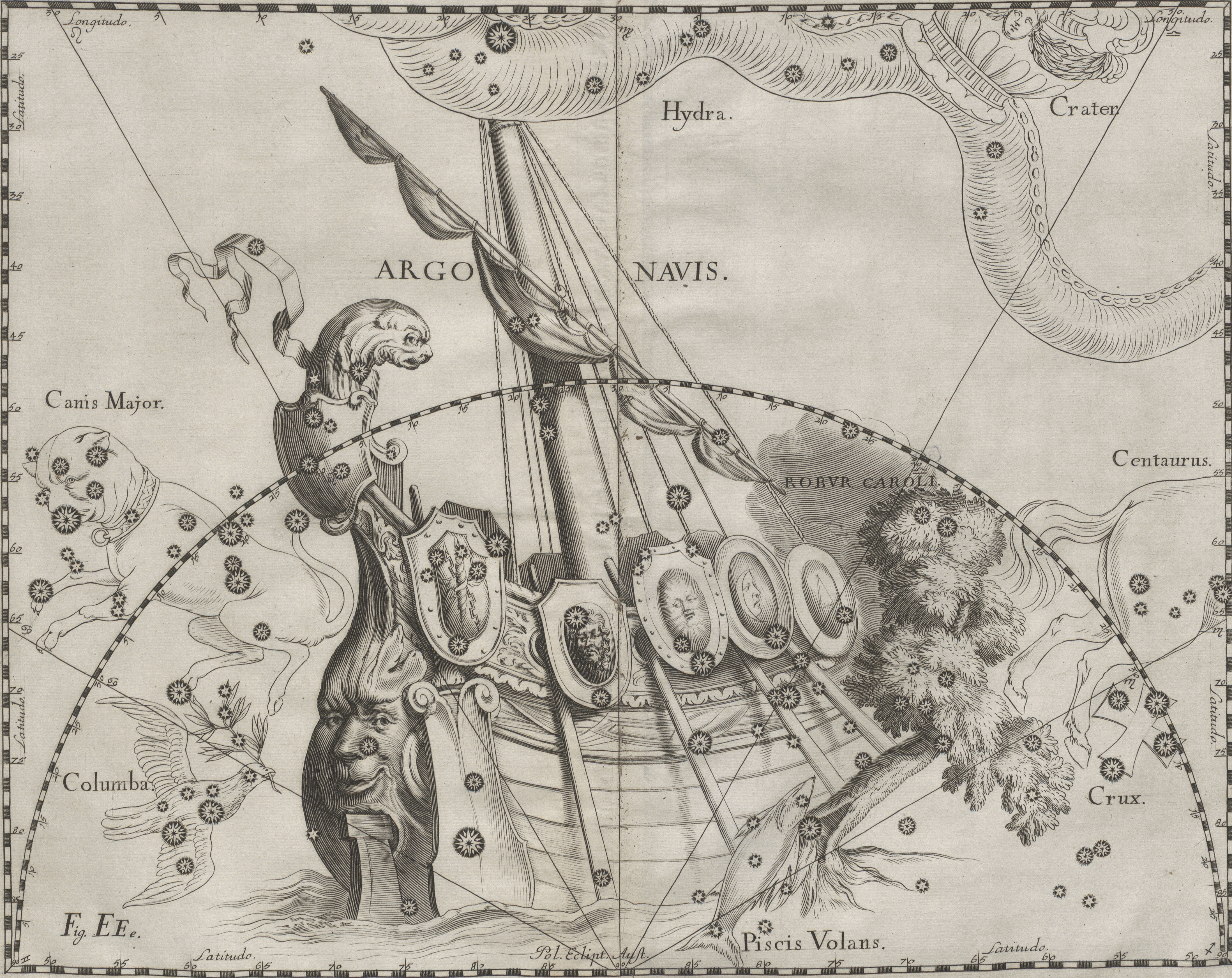
Chòm sao Argo Navis được vẽ bởi Johannes Hevelius.

Argo Navis (thường hay gọi là Argo) là một chòm sao lớn trên bầu trời phía Nam và từ đó được chia thành ba chòm sao riêng biệt. Từ Argo bắt nguồn từ tên con tàu của Jason và những người A-gô-nốt (Argonaut) trong thần thoại Hy Lạp. Cách viết tắt là Arg và cách sở hữu là "Argūs Navis".
Argo Navis là chòm duy nhất liệt kê trong danh sách 48 chòm sao Ptolemy từ một nhà thiên văn học ở thế kỷ thứ 2 rằng không còn chính thức công nhật là một chòm sao nữa do kích thước của chòm Argo quá lớn. Vào năm 1752, một nhà thiên văn người Pháp Nicolas Louis de Lacaille đã chia nó thành chòm Thuyền Để (phần sống lưng tàu hay thân tàu), Thuyền Vĩ (phần boong thượng tầng đuôi của tàu) và Thuyền Phàm (phần cánh buồm). Sau khi Argo Navis được tách ra, thì các tên ký hiệu Bayer (Bayer designation) cũng được phân chia. Chòm Thuyền Để gồm các ký hiệu α, β và ε; Chòm Thuyền Phàm gồm các ký hiệu γ và δ; Chòm Thuyền Vĩ có ζ, và còn rất nhiều.
Chòm sao La Bàn chính là phần cột tàu của Argo. Tuy nhiên, sau khi được tách ra từ Argo thì nó không còn là của chòm Argo Navis nữa nên tên ký hiệu Bayer cũng không giống như các chòm Thuyền Để, Thuyền Vĩ và Thuyền Phàm.